# 卡布勒通
卡布勒通（法語：Capbreton，法語發音：[kabʁətɔ̃]）是法国朗德省的一个市镇，位于该省西南部，大西洋海滨，属于达克斯区。

## 地理
卡布勒通（43°38'31"N, 1°25'56"W）面积21.75 平方千米，位于法国新阿基坦大区朗德省，该省份为法国西南部沿海省份，是法國本土面积第二大的省，北起吉倫特省，西临大西洋，南至大西洋比利牛斯省，东临热尔省，东北与洛特-加龍省接壤。
与卡布勒通接壤的市镇（或旧市镇、城区）包括：索尔茨-奥斯戈尔、昂格雷斯、贝内斯马雷讷、拉贝讷。
卡布勒通的时区为UTC+01:00、UTC+02:00（夏令时）。

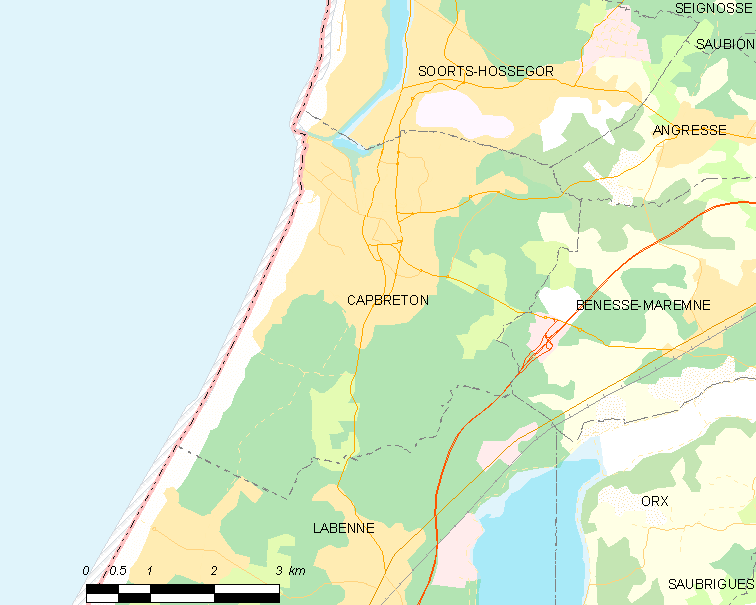
卡布勒通的OSM定位图

## 行政
卡布勒通的邮政编码为40130，INSEE市镇编码为40065。

## 政治
卡布勒通所属的省级选区为蒂罗斯地区县。

## 交通
朗德省省道D28线、D133线、D152线和D652线在境内交汇。
朗德省城市客运巴士7号线经过境内。

## 人口

1962-2008年间卡布勒通人口变化图示

卡布勒通于2022年1月1日时的人口数量为9218人。